# Teodoro Zanini
Teodoro Zanini (Alessandria, 2 luglio 1923 – Cremona, 29 novembre 2006) è stato un calciatore e allenatore di calcio italiano, di ruolo attaccante.

## Caratteristiche tecniche
Gioca per la maggior parte della carriera come ala sinistra, prima di arretrare nel ruolo di mediano negli ultimi anni di carriera.

## Carriera

### Giocatore
Cresciuto nel Mondovì, gioca poi nell'Ilva Savona e nel Varazze prima di trasferirsi al Savona con cui esordisce in Serie B.
Dopo la Seconda Guerra Mondiale riprende l'attività nel Mondovì e nella Biellese. Passa poi alla Cremonese, con cui disputa complessivamente sette stagioni, intervallate dal campionato campionato 1949-1950 giocato in prestito al Pavia (14 reti in 30 presenze). Il 5 gennaio 1949 segna la rete più veloce della storia della Cremonese, nel 6-3 contro la Pro Sesto, che sblocca la partita dopo 15 secondi; in tutto con i grigiorossi gioca 129 partite di campionato e realizza 13 reti, ottenendo la promozione in Serie C al termine del campionato 1953-1954.
Ha totalizzato circa 90 presenze e 30 reti in Serie B con Savona, Biellese e Cremonese.

### Allenatore
Dopo il ritiro rimane alla Cremonese come allenatore delle giovanili, subentrando alla guida della prima squadra nel campionato 1962-1963 e iniziando la stagione 1965-1966. In seguito allena anche Leoncelli e Soresinese, squadre dilettantistiche cremonesi.
Nel 1972 viene nominato responsabile del settore giovanile del Piacenza, rimanendovi per due anni. In seguito allena la rappresentativa dilettantistica cremonese.

## Palmarès

### Giocatore
- IV Serie: 1

Cremonese: 1953-1954